# FLEX (satellite)
FLEX (Fluorescence Explorer)  est un satellite d'observation de la Terre faisant partie du programme Living Planet de l'ESA. L'objectif de la mission FLEX est de mieux comprendre le fonctionnement du processus de photosynthèse en effectuant des mesures globales de la fluorescence liée à ce mécanisme. Le satellite dont la masse est d'environ 450 kg  sera placé sur une orbite héliosynchrone. Il travaille en synergie avec le satellite Sentinel-3, et utilisera un spectromètre imageur pour réaliser une carte globale quantifiant ce processus. Le satellite doit être lancé par une fusée Vega-C vers mi-2025, en tadem avec la mission ALTIUS. La durée de vie prévue (mission primaire) est de 5 ans.  

## Contexte
Le programme Living Planet de l'Agence spatiale européenne a été mis en place en 1998 pour remplir les objectifs assignés à l'agence en matière d'Observation de la Terre. Il regroupe deux types de mission spatiale : les missions Earth Watch chargées de collecter des données opérationnelles et les missions Earth Explorer tournées vers la recherche. Ces dernières sont réparties dans deux catégories : les missions pivot (Core missions), les plus coûteuses, prennent en charge des objectifs scientifiques complexes par opposition aux missions plus ciblées mais également moins coûteuses. 
En octobre 2009, l'ESA lance un appel à propositions pour la 8e mission Earth Explorer. Deux missions  sont sélectionnées en novembre 2010 et entament une étude de faisabilité :
- FLEX (Fuorescence Explorer)  doit fournir une carte globale de la végétation permettant de quantifier la photosynthèse. L'objectif est d'améliorer nos connaissances relatives au carbone stocké dans les plantes et à son rôle dans les cycles du carbone et de l'eau.
- CarbonSat doit mesurer et surveiller la distribution des deux principaux gaz à effet de serre : le dioxyde de carbone et le méthane. Il doit permettre une meilleure maitrise des sources  et des puits de stockage naturels de ces deux gaz ainsi que de leur influence sur le climat.

Le 23 novembre 2009 l'Agence spatiale européenne annonce la sélection de FLEX avec un début de mission planifié en 2022. La mission est retardée d'un an en 2018, soit un décollage en 2023, pour permettre d'améliorer l'instrument FLORIS. 
En 2016, l'Agence spatiale européenne sélectionne la société italienne Leonardo pour le développement du spectromètre imageur qui constituera l'unique instrument embarqué. Le 10 janvier 2019, l'Agence spatiale européenne choisit Thales Alenia Space comme maître d'œuvre du satellite pour un budget de 150 millions €. La maitrise d’œuvre du projet est assuré par l'établissement de Cannes. La filiale au Royaume-Uni a la charge du système de propulsion ainsi que l'assemblage du satellite, l'intégration et les essais. La société suisse RUAG Space conçoit et produit la plateforme. La filiale espagnole fournit le système de télécommunications en bande s et X.

## Objectifs de la mission
Le satellite FLEX doit dresser une carte globale des spectres d'émission de lumière fluorescente par la végétation pour quantifier l'activité de photosynthèse. L'objectif est de permettre une meilleure compréhension de manière dont le carbone est échangé entre les plantes et l'atmosphère et de quelle manière la photosynthèse affecte les cycles de l'eau et du carbone. Ces mesures doivent permettre également de donner un meilleur éclairage sur la santé et le stress des plantes. FLEX doit mesurer en particulier :
- La fluorescence émise dans les bandes d'absorption de l'oxygène (687 et 760 nm) avec une précision de 0,2 mWm-2sr-1nm-1
- Les émissions fluorescentes correspondant aux deux pics du spectre ainsi que la position de ces pics
- La fluorescence totale sur l'ensemble du spectre
- La fluorescence émise par les deux mécanismes de photosynthèse.

## Caractéristiques techniques
Le satellite a une masse d'environ 450 kilogrammes. Il est stabilisé 3 axes et l'énergie est fournie par des panneaux solaires.

## Instrumentation
La charge utile comprend un seul instrument baptisé FLORIS (Fluorescence Imaging Spectrometer). Il s'agit d'un spectromètre imageur effectuant ses mesures dans les longueurs d'onde comprises entre 500 et 780 nm avec une résolution spectrale de 0,3 nm dans les bandes de l'oxygène (759-769 nm et 686-697 nm) et de 0,4 à 2 nm dans les bandes du rouge (697-755 nm), de la chlorophylle (600-677 nm) et de l'indice de réflectance (PRI) (500-600 nm). Pour pouvoir être exploitées les données collectées par FLORIS seront combinées avec celles recueillies par les instruments OLCI et SLSTR  du satellite Sentinel-3. Pour que l'appariement des données puissent se faire il faut que les deux satellites observent la même région dans un intervalle de temps maximum de 15 secondes maximum réduit si possible à 6 secondes. L'instrument de type pushbroom (en) balaye une zone de 150 kilomètres de large et fournit une image spectrale avec une résolution de 300 x 300 mètres .

## Déroulement de la mission
FLEX sera placé sur une orbite héliosynchrone à 815 km d'altitude par un lanceur européen Vega-C. Le lancement est prévu pour mi-2025, en tandem avec la mission ALTIUS. La durée de la mission primaire est de 5 ans. 

### Source bibliographique
- (en) ESA, Flex : an Earth Explorer to observe vegetation fluorescence - Report for mission selection, juin 2015, 206 p. (lire en ligne)Rapport de sélection.